# Международная молодёжная палата
JCI (Junior Chamber International, Международная молодёжная палата) — некоммерческая организация, объединяющая свыше двухсот тысяч молодых лидеров и предпринимателей в возрасте от 18 до 40 лет более чем в 115 странах мира.

## История
История JCI началась в далеком 1910 году, когда в городе Сент-Луис (штат Миссури, США) Генри «Хай» Гиссенбиер (Henry «Hy» Giessenbier) решился на воплощение в жизнь своей «невыполнимой мечты».
Сперва Генри организовал танцевальный клуб, а затем Федерацию танцевальных клубов. В рамках работы особое внимание уделялось тому, чтобы обеспечить членам федерации возможность слушать выступления выдающихся ораторов и перенимать их опыт публичных выступлений. В 1915 году один из таких спикеров, полковник Хьюз Морган, предложил членам Федерации поддержать проект строительства автострады в Сент-Луисе. Именно тогда Гиссенбиер осознал, что он и его единомышленники не только могут заниматься саморазвитием, но и представляют силу для развития местных сообществ.
Так была основана Прогрессивная Гражданская Ассоциация Молодёжи (Young Men’s Progressive Civic Association (YMPCA)). Целью Ассоциации являлось оказание помощи молодым людям путём поддержки их идей и поиска конструктивного подхода к решению общественных задач. Меньше чем за пять месяцев число членов YMPCA выросло до 750 человек.
Год спустя название организации изменилось на «Junior Citizens», сокращенно — «JCs», которое вскоре превратилось в «Jaycees». Уже в 1918 году деятельность JC настолько впечатлила Торговую Палату Сент-Луиса, что её президент, Кларенс Говард, предложил молодым людям принять название «Молодёжная Торговая Палата», что и было сделано.
После Первой Мировой войны Гиссенбиер связался с аналогичными молодёжными организациями в других городах Соединенных Штатов. Брошюры с «Инструкцией из Сент-Луиса» и приглашения на предвыборное совещание были разосланы всем заинтересовавшимся молодёжным командам. В заседаниях, открывшихся 21 января 1920 года, участвовали представители тридцати городов. Принятие временной конституции и выборы должностных лиц ознаменовали собой рождение Палаты Молодёжного движения.
Вскоре произошло становление организации на международном уровне. Первой присоединившейся к JCI зарубежной организацией стала Торговая Палата Виннипега (Канада), а первая международная конференция была проведена в 1940 году в Мехико. В результате Национальные организации JCI появились в таких странах, как Коста-Рика, Сальвадор, Гватемала, Гондурас, Мексика, Никарагуа и Панама.
Международная Молодёжная Палата получила официальный статус на Первом Мировом Конгрессе в Панаме в конце февраля 1946 года. На нём присутствовало 44 делегата из 16 стран. В ходе Конгресса делегаты одобрили временную Конституцию и приняли ряд положений, которым они договорились следовать.
После окончания Второй мировой войны члены JCI сочли основной задачей молодёжи установление взаимопонимания и сотрудничества между странами для достижения и поддержания мира во всем мире. В рамках этой задачи на международном форуме JCI в Брюсселе в 1949 году было принято решение развивать международное сотрудничество и исследовать возможность запустить программу обмена опытом между Национальными организациями, которая обеспечила бы молодым деловым людям и специалистам «преимущество обучения обычаям, навыкам и культурам других народов».
В 1950-е годы члены JCI уделяли особое внимание проблемам бедности. Так, в 1954 году JCI совместно с Ротари-клубом обеспечила поддержку тысячам вьетнамских беженцев в рамках программы «Операция Братство». Проведя кампанию по привлечению средств, члены JCI собрали более 1 миллиона долларов по всему миру, чем обеспечили строительство 350 деревень для беженцев.
В семидесятые JCI совместно с другими организациями приняла активное участие в создании в США проекта «Национальный центр волонтерской деятельности», который направлял и обучал отдельных граждан и целые организации участию в волонтерской работе.
В 1980-х JCI приняла решение о возможности полноправного членства в организации для женщин, а программа «Десять выдающихся молодых людей» была переименована в «Десять выдающихся молодых американцев». В 1986 году эту награду впервые получила женщина.

## Структура и организация
Сегодня структура JCI стандартизирована, но может варьироваться в зависимости от страны. Это происходит потому, что каждая Национальная организация JCI имеет различные связи со своей местной властью и торгово-промышленной палатой, которые дают им различные льготы и выдвигают требования, которым они должны соответствовать. Ниже приводится общая структура организации в целом и в каждой стране, в которой она осуществляет свою деятельность:
- Международная штаб-квартира (JCI World Headquarters) — расположена в Сент-Луисе, штат Миссури, США, где около 20 лиц служащих, которые координируют деятельность JCI в каждой стране-члене, управляют общими организационными финансами и предоставляют ресурсы и инструменты для членов, чтобы помочь им улучшить проекты на местном и национальном уровне.
- Области (Areas) — чтобы лучше организовать деятельность членов и предоставлять более широкие возможности для регионального сотрудничества, JCI выделяет четыре основные области: Африка и Ближний Восток, Северная и Южная Америка, Азия и Тихоокеанский регион и Европа. Каждый уголок проводит собственные Региональные Конференции каждый год, объединяя членов сети и обсуждая важные региональные вопросы.
- Национальная организация (JCI National Organization) — каждая страна, входящая в состав Международной организации JCI, действует как Национальная организация для координации деятельности региональных(или организаций штата) и Локальных организаций. Национальная организация управляет международными отношениями, национальными конвенциями, национальным финансированием и программами по всем локальным организациям.
- Региональные организации (JCI Regional/State Organizations) — используемые в США, Германии, Дании и в некоторых других Национальных организациях, помогают лучше организовать события, мероприятия и проекты.
- Локальные организации (JCI Local Organizations) — низший уровень JCI. Каждый член JCI принадлежит Локальной организации, которая занимается проведением мероприятий и проектов в местном сообществе. JCI имеет более 5000 Локальных организации более чем в 100 Национальных организациях JCI и работает, чтобы найти творческие решения проблем на местном, национальном и международном уровне благодаря совместным усилиям его членов.

## Международные события

### Всемирный конгресс JCI
Каждый год в ноябре в JCI проходит Всемирный конгресс JCI — международное совещание, когда все Национальные организации JCI собираются вместе для подготовки событий и отдают свой голос за изменения, которые будут сделаны в следующем году.
- 69-й Всемирный конгресс JCI — Лейпциг, Германия. 24-29 ноября 2014
- 68-й Всемирный конгресс JCI — Рио-де-Жанейро, Бразилия. 4-9 ноября 2013
- 67-й Всемирный конгресс JCI — Тайбэй, Тайвань. 20-24 ноября 2012
- 66-й Всемирный конгресс JCI — Брюссель, Бельгия. 1-5 ноября 2011
- 65-й Всемирный конгресс JCI — Осака, Япония. 2-7 ноября 2010
- 64-й Всемирный конгресс JCI — Хаммамет, Тунис. 16-20 ноября 2009
- 63-й Всемирный конгресс JCI — Нью-Дели, Индия, ноябрь 2008
- 62-й Всемирный конгресс JCI — Анталия, Турция, ноябрь 2007
- 61-й Всемирный конгресс JCI — Сеул, Южная Корея, ноябрь 2006
- 60-й Всемирный конгресс JCI — Вена, Австрия, ноябрь 2005
- 59-й Всемирный конгресс JCI — Фукуока, Япония, ноябрь 2004
- 58-й Всемирный конгресс JCI — Копенгаген, Дания, ноябрь 2003
- 57-й Всемирный конгресс JCI — Лас-Вегас, Невада, США, ноябрь 2002
- 56-й Всемирный конгресс JCI — Барселона, Испания, ноябрь 2001
- 55-й Всемирный конгресс JCI — Саппоро, Япония, ноябрь 2000
- 54-й Всемирный конгресс JCI — Канны, Франция, ноябрь 1999
- 53-й Всемирный конгресс JCI — Манила, Филиппины, ноябрь 1998
- 52-й Всемирный конгресс JCI — Гонолулу, Гавайи, США, ноябрь 1997
- 51-й Всемирный конгресс JCI — Пусан, Южная Корея, ноябрь 1996
- 50-й Всемирный конгресс JCI — Глазго, Шотландия, ноябрь 1995

### Региональные конференция (JCI Area Conferences)
Каждый год JCI проводит региональные конференции, известные как «JCI Area Conferences». Эти конференции предназначены для того, чтобы дать каждой Локальной и Национальной организации этой области возможность участвовать в обучении, проведении регионального и глобального бизнеса и решения глобальных проблем.
| Африканская и Ближневосточная (JCI Africa and the Middle East Conference) - 2014 Ломе, Того - 2013 Габороне, Ботсвана. 8-11 мая. - 2012 Касабланка, Марокко - 2011 Бамако, Мали - 2010 Абуджа, Нигерия - 2007 Йоханнесбург, ЮАР Азиатско-тихоокеанская (JCI Asia-Pacific Conference) - 2014 Ямагата, Япония - 2013 Кванджу, Южная Корея. 13-16 июня - 2012 Гонконг, Китай - 2011 Манила, Филиппины - 2010 Сингапур Американская (JCI Conference of the Americas) - 2013 Сент-Луис, Миссури, США. 1-4 мая. - 2012 Куритиба, Бразилия. 2-5 мая. - 2011 Кюрасао, Нидерландские Антильские острова. 4-7 мая - 2010 Росарио, Аргентина. 21-24 апреля. - 2005 Сан-Паулу, Бразилия. 4-7 мая. | Европейская (JCI European Conference) - 2014 Мальта — 11-14 июня. - 2013 Монте-Карло, Монако — 29 мая — 1 июня. - 2012 Брауншвейг, Германия. 13-17 июня. - 2011 Таррагона, Каталония, Испания - 2010 Орхус, Дания - 2009 Будапешт, Болгария - 2008 Турку, Финляндия - 2007 Маастрихт, Нидерланды - 2006 Таллин, Эстония - 2005 Пуатье, Франция - 2004 Лозанна, Швейцария - 2003 Бирмингем, Великобритания - 2002 Стамбул, Турция - 2001 Тампере, Финляндия - 2000 Остенде, Бельгия - 1999 Берлин, Германия - 1998 Монте-Карло, Монако - 1997 Рейкьявик, Исландия - 1996 Порто-Карас, Греция |

### Саммит «Глобальное партнерство» (JCI Global Partnership Summit)
- На саммите 2003 года в Организации Объединённых Наций JCI взял на себя ответственность внести вклад в усилия ООН и представил резолюцию в поддержку Целей развития тысячелетия ООН (MDGs).
- На саммит 2004 года JCI решил сосредоточиться на продвижении ЦРТ 1 и 6 в Африке / Ближнем Востоке, в ЦРТ 1 в Азиатско-Тихоокеанском регионе, ЦРТ 4 и ЦРТ 8 в Северной и Южной Америке и ЦРТ 8 в Европе.
- На саммите лидеров 2008 года в Нью-Йорке JCI был сосредоточен на корпоративной социальной ответственности и Глобальном договоре ООН. Саммит начал сотрудничество по этому вопросу с Международной торговой палатой. Некоторое время было также посвящено малярии No More.
- Саммит лидеров 2009 года состоялся в Отделении Организации Объединённых Наций в Женеве (Швейцария) в связи с реконструкции комплекса Центральных учреждений Организации Объединённых Наций в Нью-Йорке.
- Саммит 2010 года состоялся с 21 по 23 июня в Нью-Йорке. Саммит посетили многие лидеры, в том числе генеральный секретарь ООН Пан Ги Мун, вице-президент Coca-Cola по связям с правительством Афзал Малик, Тед Соренсен, представители Фонда ООН, Фонда «Ничего кроме сетей», Директор по кампаниям Адрианна Логалбо, старший советник и Национальный Адвокат в Фонде ООН Джиллиан Соренсен и профессор Фред Дуби. Саммит проходил под председательством члена JCI Япония Хисанори Гомье.
- Саммит 2011 года состоялся с 22 по 24 июня в Нью-Йорке. Саммит рассмотрел стратегические партнерства и как они могут быть реализованы на местном уровне, чтобы решать важнейшие задачи в мировой области через рамки ЦРТ ООН. Были проведены мероприятия о том, как включить Десять принципов Глобального договора ООН в компании или организации. Среди выступавших присутствовали старший советник и Национальный Адвокат в Фонде ООН Джиллиан Соренсен, исполнительный директор Глобального договора ООН Георг Келл Офис, специальный советник Глобального договора ООН профессор Фред Дуби, управляющий партнер компаний Лучшие партнерства Уэйн Кларк и вице-президент по общественной политике и адвокации в Фонде США для ЮНИСЕФ Мартин Рендон. Саммит проходил под председательством Тосинари Фудзи.
- Саммит 2012 года состоялся с 25 по 27 июля в Нью-Йорке. Среди выступавших были генеральный секретарь Международной торговой палаты Жан- Ги Карьер, директор фода «Ничего кроме сетей» Крис Хелфрих, директор по глобальной политике в «ONE» Бен Лео. Делегаты саммита JCI Глобальное партнерство в 2012 году подтвердили, что каждая Национальная организация JCI будет принимать меры, чтобы идентифицировать необходимость в своей стране в рамках ЦРТ ООН и обязательства, по крайней мере одного проекта, который будет запущен одновременно во всем мире на День активного гражданина JCI 11 декабря 2012 года.
- Саммит 2013 года состоялся с 24 по 26 июля в Нью-Йорке.

## Российская Молодежная Палата JCI
В 1992 году Россия получила свой первый официальный статус потенциального члена JCI.
В 1993 году в Гонконге в присутствии официальных поручителей-спонсоров — JCI Японии и JCI Финляндии — JCI Россия была принята в число продвинутых членов.
На Всемирном Конгрессе JCI в 1994 году в городе Кобе (Япония) JCI Россия добилась статуса полного официального члена JCI.
В 1995 году Российская Молодежная Палата (JCI Russia) вошла в качестве коллективного члена в Торгово-Промышленную Палату Российской Федерации.
В 1999 году на Всемирном Конгрессе в Каннах (Франция) впервые член JCI Россия Георгий Павлов стал Вице-президентом JCI.
В 2001 году на Всемирном Конгрессе в Барселоне (Испания) на пост Советника Европейского Совета по развитию была избрана Екатерина Зенина.
В 2001 году JCI Россия получила поддержку правительства РФ - на инаугурацию Президентов JCI Россия и JCI Москва были присланы приветствия Администрации Президента РФ и мэра Москвы.
В 2002 году Россия получила право проведения Встречи Европейских Президентов JCI: с 21 по 24 февраля в Москве при поддержке Правительства Москвы и Комитета по делам семьи и молодежи г. Москвы прошли встречи руководителей европейских стран и заседания Европейского Совета JCI по развитию.
В марте 2003 года в России впервые прошел семинар Prime (Прайм) — первая ступень Университета JCI.
Открытие в 2003 году на территории Башкортостана Российской Академии Лидерства при поддержке JCI Бельгии стало одним из первых серьезных международных проектов JCI Россия.
В марте 2004 года в Администрации Президента РФ состоялась встреча Помощника Президента РФ по международным вопросам Сергея Приходько, Всемирного Президента JCI Фернандо Санчес Ариаса и Президента JCI Россия 2004 Галины Муштриевой. В результате встречи мы получили гарантию поддержки и одобрения развития движения JCI в России как организации, формирующей лидеров международного уровня.
В ноябре 2005 года Президента JCI Россия Максима Годовых избрали Председателем Общественной Молодежной Палаты при Государственной Думе РФ.
Начиная с 2006 года команда тренеров Российского тренинг-института JCI — Екатерина Зенина, Елена Бескинская и Елена Шебалдина — активно подключились к проведению тренингов на международном уровне.
На Всемирном Конгрессе JCI в Сеуле (Южная Корея) Президенту JCI Россия 2006 года, Олегу Звереву, вручена международная награда за наибольший рост новых Локальных организаций.
В 2007 году JCI Россия вновь получила статус юридического лица в соответствии с изменениями в законодательстве и изменениями в корпоративной идентичности JCI.
На Европейской Конференции JCI в Маастрихте (Голландия) член JCI Россия Андрей Бескинский был награжден Европейской наградой как Самый Выдающийся Индивидуальный член JCI Европа.
Во второй половине 2007 года российским тренерам Екатерине Зениной и Елене Бескинской были присвоены звания IG (International Graduate) Университета JCI.
На Всемирном Конгрессе 2007 года в Анталии (Турция) член JCI Россия Елена Бескинская вошла в Европейский Совет по развитию в качестве Советника.
На Европейской Конференции 2008 года в Турку (Финляндия) наши тренеры, Екатерина Зенина и Елена Бескинская, на третьем подряд международном мероприятии проводили свои авторские тренинги, а также участвовали в обучении по официальным курсам JCI.
С 31 июля по 4 августа впервые в истории JCI Россия 4 ее представителя приняли участие в работе Европейской Академии JCI в Гётеборге.
31 октября 2009 года в рамках Отчетно-выборной Конференции JCI Россия впервые состоялось вручение Премии Года JCI Россия. Были награждены как Локальные организации, так и индивидуальные члены.
В 2010 году в Стамбуле прошла первая в истории JCI TOYP Академия, выпускниками которой стали члены Национальных организаций Европы. Россию на Академии TOYP представляли Президент 2010 года Руслан Макаров и Директор по фандрайзингу Эльмира Щербакова, которые и стали первыми российскими выпускниками Академии.
18 марта 2011 года впервые в истории JCI Россия в рамках Весенней Конференции в Нижнем Новгороде состоялся официальный курс JCI — JCI Admin.
Президент Российской Молодежной Палаты JCI — Григорий Горчаков
На 2019 год в состав организации включены 13 региональных палат, объединяющих свыше 400 молодых людей. Члены палаты — молодые предприниматели, государственные и общественные деятели Москвы, Санкт-Петербурга, Нижнего Новгорода, Екатеринбурга, Сургута, Чувашии, Татарстана, Удмуртии, Башкирии, Астрахани, Ставрополя, Южно-Сахалинска, Самары, Вязьмы, Тольятти, Ростова-на-Дону, Калининграда и других регионов.

## Московская Молодежная Палата JCI
Московская Молодежная Палата JCI была создана в 1992 году и стала центром по созданию Российской Молодежной Палаты (JCI Russia)

## Выпускники
- Джон Кеннеди
- Жак Ширак
- Оливье Жискар д’Эстен[англ.]
- Билл Клинтон
- Альберт Гор
- Альберт II, Князь Монако
- Кофи Аннан